# ゴルフレッスンコミック
『ゴルフレッスンコミック』は、日本文芸社が発行していた男性向け月刊ゴルフ漫画雑誌。

## 概要
1990年5月1日創刊。表紙イラストは、辰村俊治によるプロゴルファーのイラストになっている。「ゴルフのレッスンやニュースに加えて、ゴルフ漫画が掲載されている」という点は一般的なゴルフ情報誌と変わらないが、本誌はその中でも漫画の割合が高く、ゴルフ漫画中心の雑誌となっている。また誌名の通り、掲載作品はゴルフレッスンを意識した漫画が多く掲載されており、作中で登場人物がゴルフのテクニックを解説することが多い。2020年2月号にて休刊。後継として2020年4月27日にムック 「ゴルフレッスンプラス」が発売された。（2022年4月28日発売のvol.13をもって休刊）
単行本は『ゴルフレッスンコミックス』という漫画単行本レーベルで刊行されている。

## 休刊時の主な掲載作品
- ゴルフは気持ち（いけうち誠一）
- くるくるパラダイス（コジロー）
- 桑田泉のクォーター理論シーズン2（田村高信）
- イッキのゴルバカ一直線（松田一輝）
- 白百合ゴルフ練習場（作：かわさき健、画：里見桂）

### 連載終了
- 劇画ジャンボ軍団（作：三田村昌鳳、画：高橋わたる）
- ゴルフ下手脱出術（監修：田原絋 / 画：樹本ふみきよ）
- あいつがライバル（作：小堀洋 / 画：村尾ただよし）
- キャディ物語（作：剣名舞 / 画：石井さだよし）
- 90切りを狙う集中講座（監修：日向清 / 作：三田武詩 / 画：石井さだよし）
- 藤田寛之のスーパーゴルフ革命（構成：坂本静児 / 画：池原しげと）
- 魔希のグリーン（下條よしあき）
- ゴルフ怪童伝説 マンモス（作：伊月慶悟 / 画：松田一輝）
- 術のゴルフ（監修：永井延宏 / 構成：小林一人 / 画：武下純也）
- ド・ピーカン（作：小堀洋 / 画：堀井ひろし）
- シングルへの道（作：ドリーム濱口 / 画：シュガー佐藤）
- パートナー（作：伊月慶悟 / 画：松田一輝）
- 大叩き撲滅委員会（監修：日向清 / 作：三田武詩 / 画：石井さだよし）
- 吉田一誉のドラコン王の道（構成：小林一人 / 画：武下純也）
- 手嶋多一のパーフェクトゴルフ塾（構成：野村広利 / 画：根本テツヤ）
- ゴルフ覚醒術 千葉晃の新アメリカ打法（構成：野村広利 / 画：根本テツヤ）
- 横田真一のイージー・ゴルフワールド（構成：坂本静児 / 画：池原しげと）
- 安楽拓也のビッグイージー（構成：小林一人 / 画：蝦名いくお）
- コンペ狂想曲（監修：日向清 / 作：三田武詩 / 画：石井さだよし）
- タケ小山のベストスコア一直線（構成：小林一人 / 画：松田一輝）
- 桑田泉のクォーター理論（構成：安岡敦 / 画：田村高信）
- 谷将貴のセンスUP スコアUP（構成：野村広利 / 画：エリオット後藤）
- コーキューシェッセ（作：濱口輝 / 画：本島幸久）
- 賭専（作：東山道彦 / 画：能田茂）
- カラダ再生仕事人（監修：宮田トオル / 構成：伊月慶悟
- QPの試打節（監修：関雅文 / 画：安野乗）
- 花?の高校女子ゴルフ部（作：かわさき健、画：金井たつお）
- 原口鉄也のこれでいいのか（作：まりあ志優 / 画：松田一輝）
- 武藤俊憲のシンキングゴルフ（構成：坂本静児 / 画：池原しげと）
- GOLF はじめの一歩（作：草薙次郎 / 画：武下純也）
- UNDER100（作：小林一人 / 画：蝦名いくお）
- Let's Go（監修：日向清 / 作：三田武詩 / 画：石井さだよし）
- 哲先生のＧｏｌｆラボ～感育のススメ～（本島幸久）